# Uppsala tonsättartävling
Uppsala tonsättartävling är en kompositionstävling för unga tonsättare (upp till 35 år) som arrangeras av Musik i Uppland. Hittills har tävlingen arrangerats 2010, 2012 och 2014. Det är i dagsläget oklart om Uppsala tonsättartävling kommer att äga rum en fjärde gång.
Tonsättare skickar in verk komponerade för sinfonietta som bedöms av en jury. Ett antal (hittills alltid sex) verk går vidare till en finalomgång där de framförs offentligt av Uppsala kammarorkester. Vinnarverket framförs sedan även av åtta andra svenska orkestrar, exakt vilka har varierat genom åren. Första-, andra- och tredjeplatsen belönas med penningpris. Juryns ordförande var både 2010 och 2012 Daniel Börtz och 2014 Sven-David Sandström. På delad förstaplats 2010 kom Andrea Tarrodi med stycket Zephyros och Jonas Valfridsson med The Only Thing That You Keep Changing Is Your Name. På tredje plats kom Andreas Zhibaj med verket Anna. Vinnare 2012 blev Daniel Fjellström med Quiet arcs / Pulsating surfaces, tvåa blev Ansgar Beste med Rituel Bizarre och trea Jonas Olofsson med Luci and the Garden. 2014 vann Matthew Peterson förstapris med And all the trees of the field will clap their hands, David Riebe andrapris med Geopoliticus Child och Molly Kien tredjepris med Pyramid.